# 韦莱滕
49°40′58″N 36°7′52″E / 49.68278°N 36.13111°E

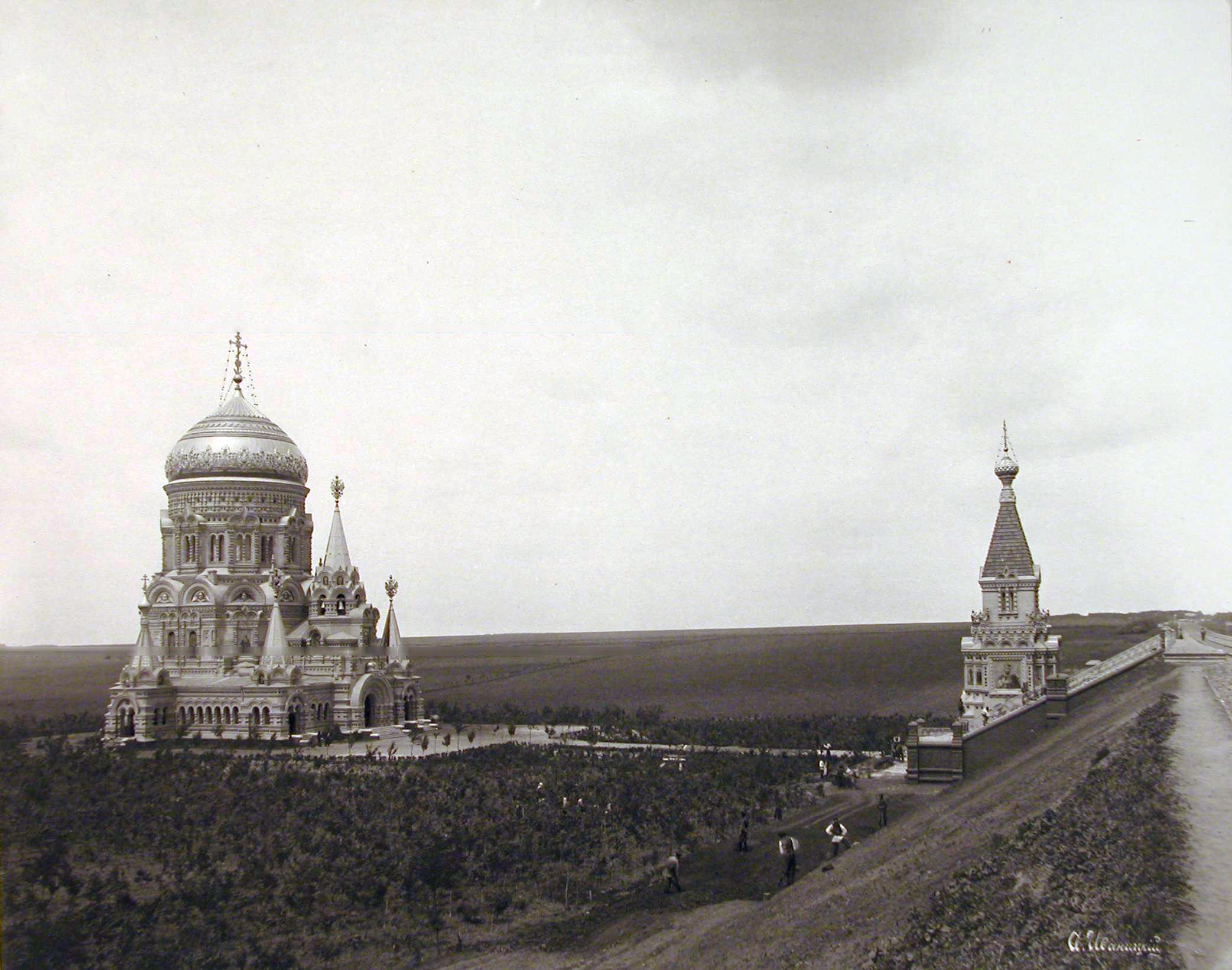
1888年10月17日皇家列车事故地点处建造的教堂及小教堂

韦莱滕（烏克蘭語：Велетень），2024年9月前名为佩爾紹特拉夫內韋（烏克蘭語：Першотравневе），是位於烏克蘭東部的村莊，由哈爾科夫州丘胡伊夫区的茲米伊夫市鎮負責管轄。該村始建於1959年，面積1.45平方公里，海拔高度196米，人口1,800，人口密度每平方公里1,522.8人。
2024年9月19日，乌克兰最高拉达将此村的名字改为韦莱滕。